# Harmanda medioimmicans
Harmanda medioimmicans is een hooiwagen uit de familie Sclerosomatidae.